# Trattato di Versailles (1871)
Il trattato di Versailles del 1871 pose fine alla guerra franco-prussiana e fu sottoscritto da Adolphe Thiers, della Terza Repubblica francese e Otto von Bismarck, dell'Impero tedesco, appena formatisi, il 26 febbraio 1871. Questo trattato preliminare fu utilizzato per consolidare l'armistizio del 28 gennaio 1871 tra i due stati in guerra. L'accordo venne, infatti, poi ratificato dal trattato di Francoforte il 10 maggio dello stesso anno.
Il trattato di Francoforte del 1871 rese evidente il declino della Francia rispetto al resto del continente e allo stesso tempo pose l'attenzione sulla forza dell'impero tedesco unificato.
L'organo di governo di Parigi, il governo della difesa nazionale, richiese l'armistizio arrendendosi ai tedeschi dopo l'assedio di Parigi. Jules Favre, un eminente politico francese, incontrò Otto von Bismarck a Versailles per firmare l'armistizio che sarebbe entrato in vigore il 28 gennaio 1871. Adolphe Thiers si distinse, quindi, come nuovo leader francese quando il paese avrebbe riorganizzato il suo governo.

## Sovvertimento del governo francese
Nelle prime sette settimane della guerra franco-prussiana (dal 15 luglio 1870 al 2 settembre), le forze prussiane e altre tedesche misero a segno diversi successi militari mettendolo in forte difficoltà il governo francese, arrivando fino alla cattura dell'imperatore francese, Luigi Napoleone del Secondo impero francese, nella battaglia di Sedan. Ciò causò il crollo dell'impero di Luigi Napoleone, che fu sostituito dalla Repubblica francese di difesa nazionale (successivamente ribattezzata Terza Repubblica) nel 1870. Il governo di difesa nazionale servì come organo di governo provvisorio prima che la Terza Repubblica potesse tenere le elezioni e ricevette risposte sfavorevoli dai parigini poiché non fu in grado di interrompere l'assedio. Gli statisti furono evacuati per istituire uffici a Bordeaux e Tours, lasciando i funzionari del governo francese incapaci di comunicare, sconvolgendo ulteriormente la struttura dello stato e indebolendo il governo.

## Unificazione tedesca
Mentre il governo francese si stava progressivamente sfaldando, Bismarck riuscì a compiere l'unificazione della maggior parte dei territori della Germania (tranne l'Austria) il 18 gennaio 1871 creando l'Impero tedesco. Il re Guglielmo I di Prussia fu dichiarato Kaiser del nuovo impero creato nella Sala degli Specchi nel Palazzo di Versailles. La nuova struttura di comando tedesca avrebbe voluto firmare un trattato di pace per ottenere i possedimenti coloniali della Francia; tuttavia, Bismarck optò per una tregua immediata poiché la sua principale ragione di guerra, l'unificazione tedesca, era già stata compiuta. Temeva che un ulteriore prolungarsi dei combattimenti avrebbe causato ulteriori vittime tedesche e suscitato risentimento in Francia. Aveva anche lo scrupolo di non voler attirare l'attenzione di altre nazioni europee, temendo che potessero essere spinti ad intervenire se il nuovo stato tedesco fosse apparso come eccessivamente affamato di potere. Entrambe le parti furono dunque felici di firmare un trattato all'inizio del febbraio 1871.

## Disposizioni del trattato
I termini del trattato includevano un'indennità di guerra di cinque miliardi di franchi che la Francia doveva pagare alla Germania. L'esercito tedesco avrebbe continuato ad occupare parti della Francia fino al completamento del pagamento. Il trattato riconosceva anche Guglielmo I come Kaiser del nuovo impero tedesco riunito. Iniziò una discussione preliminare sulla cessione dell'Alsazia e della regione della Mosella in Lorena, dalla Francia alla Germania. Nonostante le obiezioni di Bismarck, Moltke e i suoi generali insistettero sul fatto che il territorio fosse necessario come barriera difensiva. Bismarck si opponeva all'annessione perché non voleva rendere la Germania un nemico permanente della Francia. La porzione annessa dell'Alsazia-Lorena fu in seguito leggermente ridotta dal Trattato di Francoforte, consentendo alla Francia di conservare il territorio di Belfort.